# Fritz Birzer
Friederich Fritz Birzer (Monaco di Baviera, 23 giugno 1904 – Monaco di Baviera, 23 dicembre 1987) è stato un militare tedesco, noto in particolare per essere stato nel periodo della Repubblica Sociale Italiana di Salò, l'ufficiale che comandò la scorta di SS che seguì Benito Mussolini, tra il 18 e il 27 aprile 1945, dalla residenza di Gargnano fino a Milano e alla cattura a Dongo.

## Biografia
Fritz Birzer aderì al NSDAP nel 1934 e fu tesserato con il numero di matricola 156009. Inquadrato nella 2ª Compagnia del Reggimento SA "München", il 30 gennaio 1937 fu promosso al grado di SS-Untersturmführer (sottotenente). Con lo scoppio della seconda guerra mondiale fu arruolato come ufficiale nelle Waffen SS. Nel 1942 prestò servizio come artigliere nella 1ª Brigata di fanteria SS e nella Leibstandarte. Tra il 1943 e il 1944 combatté sul fronte orientale, fu di stanza per un breve periodo a Monaco di Baviera e il 26 gennaio 1945 fu trasferito a Desenzano del Garda, assegnato al reparto contraereo 3/II SS Flak "Einheit" della 16. SS-Panzergrenadier-Division "Reichsführer-SS".
Il sottotenente Birzer, al comando di una trentina di SS e SD del capitano Otto Kisnat, scortò Mussolini quando lasciò la residenza di Gargnano il 18 aprile, diretto alla prefettura di Milano. Ebbe l'ordine dal generale Karl Wolff di seguire il Duce, di giorno e di notte, in ogni suo spostamento, ovunque si fosse recato, di proteggere la sua persona in caso di necessità, eventualmente di impedirgli una possibile fuga in un paese neutrale: Svizzera, Spagna, Portogallo o Svezia anche con l'uso della forza. Birzer doveva "portarlo vivo in Germania o lasciarlo morto in Italia".
Fritz Birzer seguì il capo del fascismo a Milano e nella fuga fino a Musso di Dongo il 27 aprile, quando la colonna dei fuggiaschi fu fermata dai partigiani a un posto di blocco. Fu lo stesso ufficiale tedesco a consigliare a Mussolini di indossare il pastrano e l'elmetto tedesco prima di salire su un autocarro per sfuggire ai controlli e mettersi così al sicuro. Abbandonato Mussolini al suo destino, Birzer proseguì la ritirata a nord e con i suoi uomini riparò, nel pomeriggio del 28 aprile, arrivando a Chiavenna al confine con la Svizzera per poi, il giorno successivo, superare il confine con la Germania a Martina diretto alla volta di Monaco di Baviera.
Nel giugno del 1945 Birzer fu catturato dagli statunitensi e internato per tre anni in un campo di concentramento. In questo periodo fu più volte interrogato da agenti dell'OSS e poi da quelli della CIA in merito alla cattura del capo del fascismo e i verbali redatti risultano ancor oggi secretati. Liberato, risiedette a Monaco, titolare di un'industria di legnami. Morì nel 1987.